# Hadena uncifera
Hadena uncifera är en fjärilsart som beskrevs av J. Peter Maassen 1890. Hadena uncifera ingår i släktet Hadena och familjen nattflyn. Inga underarter finns listade i Catalogue of Life.